# Conchoecissa ametra
Conchoecissa ametra är en kräftdjursart som först beskrevs av G. W. Müller 1906.  Conchoecissa ametra ingår i släktet Conchoecissa och familjen Halocyprididae. Inga underarter finns listade i Catalogue of Life.